# Пьер II д’Омон
Пьер II Сварливый (фр. Pierre II Hutin; ум. 13 марта 1413), сир д'Омон — французский аристократ, участник Столетней войны.

## Биография
Сын Пьера I, сира д’Омона, и Жанны де Делуж.
Сир д'Омон, Крамуази, Мерю, Шар, Нофль-ле-Шатель, рыцарь, советник и первый камергер короля Карла VI.
С юных лет участвовал в войне с англичанами и был взят в плен в одной из стычек. Регент Франции герцог Нормандский «принимая во внимание его заслуги, потери и убытки», 17 августа 1359 внёс в счёт выкупа 4000 денье золотом; Пьер получил эту сумму 30 сентября. Вернувшись из плена, продолжил службу у Карла V; грамота от 25 марта 1367 сообщает, что он получал сорок франков золотом в месяц на содержание роты из двадцати тяжеловооружённых всадников, которой командовал весь следующий год.
В 1373 году стал первым камергером у дофина Шарля, служил в Нормандии в роте сира де Ла-Ривьера, первого камергера короля, под началом герцога Бургундского с шестью рыцарями и двадцатью тремя оруженосцами, которых принял под командование в Сен-Ло 22 мая 1377. В течение двух следующих лет участвовал в покорении крепостей, занятых королем Наваррским, затем служил в Гиени в войсках герцога Анжуйского.
30 апреля 1380 получил сто тяжеловооружённых всадников и двести ливров в месяц, а 28 июля 1381 в награду за службу Карл VI пожаловал Пьеру пенсион в тысячу франков с доходов Руанского виконтства. В следующем году сопровождал короля в походе во Фландрию, в которой прослужил следующие несколько лет.
В ходе подготовки к неосуществлённой поездке Карла VI в Англию 24 сентября 1386 прибыл в Амьен с двумя рыцарями и девятью ооуженосцами. В ордонансе от января 1388 обозначен как камергер короля. 16 августа того же года находился в Монтрёе, готовясь сопровождать короля в поездке в Германию и имея поручение позаботиться о размещении монарха.
В 1392 году был с королем в Ле-Мане, откуда Карл собирался поехать в Бретань, а в 1395-м был назначен сопровождать монарха в поездке а Нотр-Дам-дю Пюи в Оверни. Согласно хроникам Сен-Дени 28 июля 1397 был назначен хранителем орифламмы, а 3 января 1398 стал капитаном и стражем Нофльского замка с жалованием в двести франков. В акте от 21 февраля 1402 обозначен как сир д’Омон из королевского совета. 25 января 1405 получил тысячу франков из доходов Руана как хранитель орифламмы.
Под командованием великого магистра дома короля действовал против вельмож, обоазовавших мятежную лигу. 6 мая 1412 в аббатстве Сен-Дени получил из рук короля орифламму и в том же году в ходе гражданской войны служил при осаде Буржа.
Умер в среду 13 марта 1413 после более чем сорока лет военной службы, как сообщают хроники Сен-Дени в «Истории короля Карла VI»

## Семья
1-я жена (1367): Маргерит де Бове (ум. 3.08.1408), дочь Колара, шателена Бове, и Маргерит де Руа. Принесла в приданое сеньорию Реможи, за которую ее муж в том же году принес оммаж
2-я жена (19.01.1382): Жаклин де Шатийон (ум. 17.11.1390), дама де Круази, дочь Жана де Шатийона, сеньора де Ганделю, главного дворцового распорядителя короля, и Жанны де Сансер
Дети:
- Пьер, сеньор де Крамуази. Жена: Клод де Грансе, дочь Робера де Грансе, сеньора де Курселя
- Жак (ум. 25.09.1396), королевский камергер (01.1386) и почетный оруженосец. Погиб в Никопольской битве

3-я жена: Жанна де Мелло (ум. 3.08.1408), дама де Клери, Сент-Аман, Шап, Полизи, Жерминьи и Ренью (получила эти сеньории при разделе в 1391), дочь Ги де Мелло, сеньора де Живри, и Аньес, дамы де Клери и Шезель
Дети:
- Жан IV Сварливый (ок. 1381—25.10.1415), сеньор д’Омон. Жена (1401): Иоланда де Шатовиллен, дочь Жана IV де Шатовиллена, сеньора де Тиля и де Мариньи, и Жанны де Грансе
- Жанна. Муж: Луи де Мелло, сеньор де Сен-Париз
- Мари (ум. 1463). Муж: Арнуль де Гавр (ум. 1469), сеньор д'Экорне
- Бланш (ум. после 1460). Муж 1) Жак Лебрен (ум. 1415), сеньор де Палуазо, погиб в битве при Азенкуре: 2): Жиль де Гамаш (ум. 1423), королевский камергер, погиб в битве при Вернёе; 3): Пьер де Фе, сеньор де Моншеврёй
- Катрин. Муж (07.1405): Жан де Суайекур (ум. 1428), сеньор де Сен
- N, дама де Сеан и де Монтрёй